# Paranataelia whitei
Paranataelia whitei är en fjärilsart som beskrevs av Hans Rebel 1906. Paranataelia whitei ingår i släktet Paranataelia och familjen nattflyn. Inga underarter finns listade i Catalogue of Life.